# Léon Huybrechts
Léon Huybrechts (11 de fevereiro de 1876 — Antuérpia, 9 de fevereiro de 1956) foi um velejador belga, campeão olímpico. Ele competiu nos Jogos Olímpicos de Verão de 1908 na classe 6 Metre e conquistou a medalha de prata na disputa a bordo do Zut com Louis Huybrechts e Henri Weewauters. Na edição de 1920, repetiu o desempenho ao lado de Charles Van Den Bussche e John Klotz no Tan-Fe-Pah. Por fim, conseguiu a medalha de ouro nos Jogos Olímpicos de Verão de 1924 na classe Monotype.